# Vera Brittain
Vera Mary Brittain (Newcastle-under-Lyme, 29 dicembre 1893 – Londra, 29 marzo 1970) è stata una scrittrice, pacifista e giornalista britannica ricordata soprattutto per il suo best seller Testament of Youth scritto nel 1933 dove racconta le esperienze vissute in prima persona durante la prima guerra mondiale e l'inizio del suo cammino verso il pacifismo.

## Vita

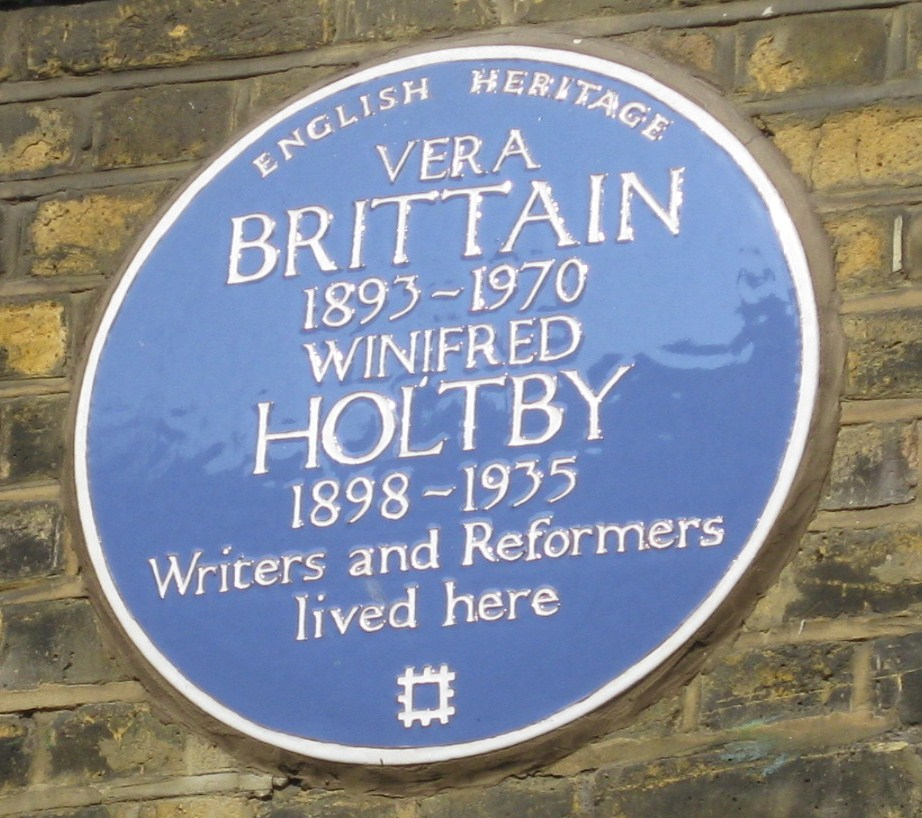
Targa al numero 52 di Doughty Street, Londra

Nata a Newcastle-under-Lyme, nella contea dello Staffordshire, Vera era la figlia di una benestante famiglia che possedeva delle industrie cartiere ad Hanley e a Cheddleton. A 18 mesi la sua famiglia si trasferì a Macclesfield, nello Cheshire, e a 11 anni si trasferisce di nuovo, a Buxton, nello Derbyshire. All'età di tredici anni frequenta il collegio di S. Monica a Kingswood, nel Surrey. Successivamente studia letteratura al Somerville College di Oxford dove Vera conosce, grazie alle amicizie universitarie di suo fratello Edward, il grande amore della sua vita, Roland Leighton . Dopo un anno, nell'estate del 1915, lascia gli studi per arruolarsi come infermiera nella V.A.D. (Voluntary Aid Detachment) durante la prima guerra mondiale. Guerra che coinvolge il fratello e il fidanzato, entrambi arruolatisi come volontari nell'esercito britannico: il primo unìtosi al Reggimento Sherwood Foresters, il secondo al Reggimento Worcestershire.
Durante la Grande Guerra, il suo fidanzato Roland, altri due intimi amici, Victor Richardson e Geoffrey Thurlow e suo fratello Edward, rimangono uccisi. Le loro lettere le daranno lo spunto per scrivere il libro Letters from a Lost Generation.
Tornata ad Oxford dopo la guerra, Vera trovò delle difficoltà di adattamento alla vita tra la generazione del dopoguerra. Fu in questo periodo che incontrò Winifred Holtby, con la quale sviluppò una stretta amicizia. Il legame durò fino alla morte della Holtby, avvenuta nel 1935.
Nel 1925 sposa George Catlin, politologo e filosofo. Il loro figlio, John Brittain-Catlin, nato nel 1927, diventerà artista, pittore, uomo d'affari e sarà l'autore dell'autobiografia Family Quartet, pubblicata nel 1987. La loro figlia, Shirley Williams, nata nel 1930, divenne invece ministro.

## Opere
Il primo romanzo pubblicato da Vera fu The Dark Tide (1923). Nel 1933 pubblica Testament of Youth a cui farà seguito, nel 1940, Testament of Friendship e Testament of Experience nel 1957. Molti dei suoi romanzi si basano su esperienze reali e persone reali. A questo proposito il romanzo Honourable Estate (1936) è più di un libro di memorie.
La sua vocazione al pacifismo viene alla ribalta durante la seconda guerra mondiale, quando scrive le Letters to Peacelovers. Venne però accusata quando nel 1944 scrisse Massacre by Bombing dove si lamentava a proposito dei bombardamenti a tappeto sulle città tedesche.
Nel novembre 1966 cadde in una strada male illuminata di Londra. Le lesioni che ne riportò furono causa di un forte declino fisico che le impedi' anche di continuare a scrivere.

## La morte

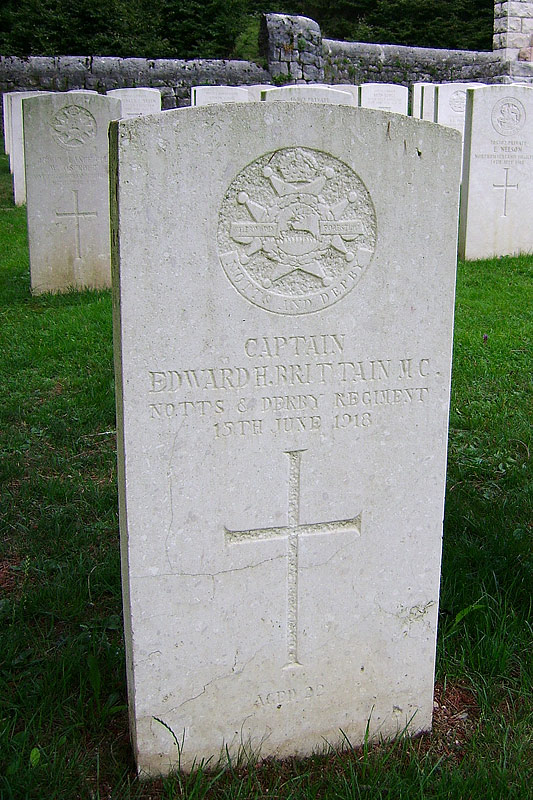
La lapide dove è sepolto Edward Brittain nel Granezza British Cemetery, Altopiano di Asiago

I fratelli Brittain

La scrittrice visitò spesso il cimitero militare inglese situato a Louvencourt, in Francia, dove si trova la tomba del fidanzato Roland.
Quando morì a Wimbledon il 29 marzo 1970, la sua volontà fu che le sue ceneri fossero disperse sulla tomba del fratello Edward sull'Altopiano di Asiago, in Italia - "... per quasi 50 anni gran parte del mio cuore è rimasto in quel cimitero del paese italiano" disse. Sua figlia ha onorato questa richiesta nel settembre del 1970.